# Arsaciodes rufa
Arsaciodes rufa là một loài bướm đêm trong họ Noctuidae.